# Florindo Ferrario
Florindo Ferrario (Buenos Aires, 25 de enero de 1897  - Buenos Aires, 30 de mayo de 1960) fue un actor de radio, cine y teatro argentina.

## Trayectoria
Su debut profesional fue en la compañía de los hermanos Podestá. Estrenó el tango Patotero sentimental cuando lo cantó en la obra El bailarín del Cabaret en 1922. En 1923 dejó la compañía de José Podestá, donde fue reemplazado por Juan Carlos Marambio Catán. Desde el 10 de diciembre de 1924 hasta fines de febrero de 1925 se presentó como actor y cantor en el Teatro Smart con la compañía de Blanca Podestá actuando en el fin de fiesta con José Tanga, Manuel Vicente, Bartolo López, Miguel Loduca, Arturo Bernardo y Paquita Bernardo.
Posteriormente trabajó en las compañías de Angelina Pagano y de Camila Quiroga, con quien realizó una extensa gira internacional que incluyó la ciudad de Nueva York, en la que interpretó el papel de Armando en La dama de las camelias. Fue parte del núcleo inicial de actores dirigidos por Antonio Cunill Cabanellas en la Comedia Nacional en el Teatro Nacional Cervantes.
En 1949 participó en la obra teatral El tendero de Santo Domingo de Sixto Pondal Ríos y Carlos Olivari, que protagonizaba Enrique Serrano en el Teatro Astral.
Asimismo Ferrario trabajó en radioteatros; en 1938 lo hizo en el titulado Noticioso Mobiloil de Agustín Remón, con Iris Marga, Blanca Tapia, Juana Sujo, Guillermo Battaglia y Miguel Gómez Bao, entre otros actores y al año siguiente integró la compañía radiotetral de Maruja Gil Quesada.
En 1943 acompañó a Eva Perón en el ciclo de biografías de mujeres ilustres por Radio Belgrano titulado Heroínas de la historia, que tenía libretos de Francisco Muñoz Azpiri y Alberto Insúa.
Hizo de presentador en el primer Festival Internacional de Cine de Mar del Plata de 1954. Actuó en televisión en 1953 conduciendo el programa infantil El tribunal de los niños, por el entonces único Canal Siete
Trabajó en cine desde los comienzos del sonoro y tras debutar en Los caballeros de cemento (1930) participó en varias películas bajo la dirección de Luis César Amadori, Leopoldo Torres Ríos, Mario Soffici, Daniel Tinayre y Hugo del Carril, entre otros.
Su única película fuera de su país fue Romance de medio siglo (1944), rodada en Chile.
Tuvo actividad gremial como presidente de la Asociación Argentina de Actores y como integrante de la comisión directiva de la Casa del Teatro.

## Filmografía
Intervino como intérprete en esos filmes:
Actor
- Las apariencias engañan   (1958)
- El curandero   (1955)
- Tren internacional   (1954)…Modesto León
- La calle del pecado   (1954)
- El abuelo o Tormenta de odios (1954)…  Zenén
- El paraíso   (1953)
- La campana nueva   (1950)
- La culpa la tuvo el otro   (1950)…Rogelio Trujillo
- Miguitas en la cama   (1949)
- Dios se lo pague   (1948) …Pericles Richardson, un ladrón.
- Historia del 900   (1948)
- La calle grita   (1948)
- Romance sin palabras   (1948)…Claudio
- Un marido ideal   (1947)
- El jugador   (1947)
- La cumparsita   (1947)
- Dos ángeles y un pecador   (1945)
- Pachamama   (1944)
- Romance de medio siglo  (1944)
- Stella   (1943)
- Todo un hombre   (1943)
- Locos de verano   (1942)
- Mar del Plata ida y vuelta   (1942)
- La canción que tú cantabas   (1939)
- El Loco Serenata    (1939) …Carlos Robles
- Papá Chirola   (1937)
- Internado   (1935)
- Monte criollo   (1935)…Carlos
- Los tres berretines   (1933)
- Los caballeros de cemento   (1930)